# Musée des traditions locales de Hloukhiv
Le Musée des traditions locales de Hloukhiv est un musée situé en Ukraine au 42 de la rue Tereschenkov.

## Historique
La collection muséale remonte à la donation en 1902 de la collection de livres, gravures de la veuve de M. Schugarov ; le 23 septembre 1902 la ville approuve la création d'une collection. Les donations abondent alors et en 1920 la collecte se fait systématique dans les grandes propriétés de la région. Le premier lieu d'exposition était la cathédrale des trois-Anastasia de 1930 à 1941. Les fonds venant à manquer après guerre, la collection est répartie : 
musée de Soumy, musées locaux et à la bibliothèque de la ville.
Il est ré-ouvert en 1973 et en 2002 il est installé dans le bâtiment de l'ancienne assemblée de la noblesse. La collection actuelle est de 12 000 objets.